# Giuseppe Occhialini
Giuseppe Occhialini (Fossombrone, Marke, Italija, 5. prosinca 1907. – Pariz, Francuska, 30. prosinca 1993.), talijanski fizičar. Diplomirao (1929.) na Sveučilištu u Firenci. Radio u Cavendishovu laboratoriju u Cambridgeu u Ujedinjenom Kraljevstvu (od 1932. do 1935.), na sveučilištima u São Paulu (od 1937, do 1942.), Bristolu (od 1944. do 1948.), Bruxellesu (od 1948. do 1950.), Genovi(od 1950. do 1952.) i Milanu (od 1952. do 1974.). Poznat je kao konstruktor Wilsonove komore posebne vrste (maglena komora), kojom je P. Blackett registrirao pozitrone u kozmičkom zračenju. Godine 1946. s C. F. Powellom u Bristolu sudjelovao je u pokusima u kojima je fotografska emulzija izlagana kozmičkom zračenju na visokim planinama i koji su potvrdili teorijsku pretpostavku o postojanju piona (π-mezona) te doveli do njegova otkrića (1947.). Bio je član Kraljevskog društva (eng. Royal Society) od 1974. Po njem je nazvan planetoid (20081 Occhialini).

## Wilsonova komora
Dok atomskim brojačima slušamo prolaze atoma, u Wilsonovoj komori možemo motriti njihove staze. Ovaj izvanredno važan mjerni instrument otkrio je C. T. R. Wilson 1911. Već davno prije Wilson se zanimao za pitanje, kako nastaju oblaci. On je u laboratoriju proizveo maglu pomoću naglog širenja (ekspanzije) zraka, koji je bio zasićen vodenom parom. Pri širenju zrak se naglo hladi, a prezasićene pare kondenziraju se na česticama prašine. U nizu pokusa Wilson je učinio zamašno otkriće da se kapljice stvaraju i onda ako je zrak potpuno očišćen od prašine. Što su tu bile jezgre za kondenziranje pare? Wilson je dokazao da su to ioni. Ako se ioni udalje električnim poljem, stvaranje maglice prestaje. Ta opažanja bila su kasnije temelj za gradnju te poznate komore.
U Wilsonovoj komori je zrak ili neki drugi plin zasićen vodenim parama. Naglim povlačenjem jednog zida komore može se obujam plina naglo povećati. U času širenja mogla je proći brza električno nabijena čestica. Ona je uzduž svoje staze stvorila mnoštvo iona. Na tim ionima sada se kondenziraju kapljice vode. U času ekspanzije komore staza brze čestice prekrivena je vodenim kapljicama. 
Wilson je učinio prva opažanja na alfa-česticama i beta-zrakama radioaktivnih tvari. Alfa-čestica stvara oko 100 000 iona na 10 mm svog puta. Njen trag je vrlo debeo. Magleni tragovi beta-zraka potpuno se podudaraju s tragovima elektrona iz katodnih zraka. Wilsonova komora najbolje je sredstva za raspoznavanje čestica.